# Musée de la Marine (Lisbonne)
Pour les articles homonymes, voir Musée de la Marine.
Le musée de la Marine de Lisbonne (en portugais : museu de Marinha) est un musée consacré à l'histoire de la marine et de la construction navale au Portugal. Il a été fondé par le roi Louis Ier le 22 juillet 1863.
Il est situé dans le quartier de Belém (à proximité du monastère des Hiéronymites), à Lisbonne. Il propose notamment de nombreuses maquettes ou répliques de navires de différentes époques, du Moyen Âge à l'époque contemporaine. La visite permet la compréhension de la période des grandes découvertes.

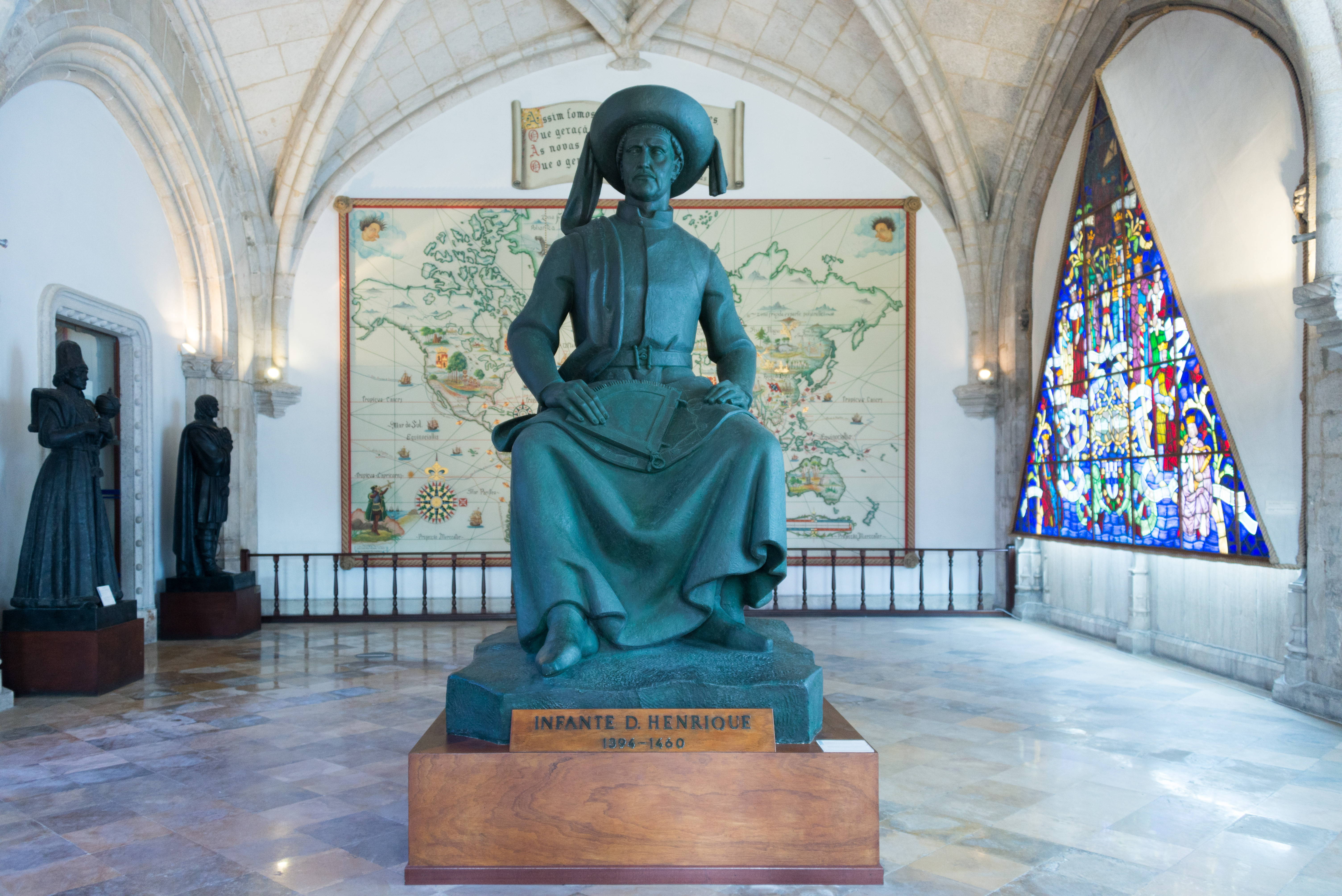
Statue d'Henri le Navigateur.